# OW Андромеды
OW Андромеды (лат. OW Andromedae) — одиночная переменная звезда в созвездии Андромеды на расстоянии (вычисленном из значения параллакса) приблизительно 8594 световых лет (около 2635 парсеков) от Солнца. Видимая звёздная величина звезды — от +14,2m до +13,7m.

## Характеристики
OW Андромеды — красная пульсирующая медленная неправильная переменная звезда (LB) спектрального класса M. Эффективная температура — около 3302 K.